# Црнорепо преријско куче
Црнорепо преријско куче или црнорепи преријски пас или само преријско куче (лат. Cynomys ludovicianus, енгл. Black-tailed prairie dog) је сисар из реда глодара и породице веверица (Sciuridae). 

## Распрострањење
Ареал врсте је ограничен на мањи број држава. Врста има станиште у Канади, Сједињеним Америчким Државама и Мексику.

## Станиште
Станишта врсте су жбунаста вегетација, травна вегетација, речни екосистеми, умерено травнати екосистеми, саване и жбуновита вегетација и пустиње.

## Начин живота
Црнорепо преријско куче прави подземне пролазе. 

## Угроженост
Ова врста је наведена као последња брига, јер има широко распрострањење и честа је врста.